# Le Café
Pour plus de détails, voir Fiche technique et Distribution.
Le Café (Das Kaffeehaus) est un téléfilm allemand réalisé par Rainer Werner Fassbinder, d'après la pièce de Carlo Goldoni, diffusé en 1970.

## Fiche technique
- Titre : Le Café
- Titre original : Das Kaffeehaus
- Réalisation : Rainer Werner Fassbinder
- Scénario : Rainer Werner Fassbinder, d'après la pièce Le Café de Carlo Goldoni
- Musique : Peer Raben
- Photographie : Manfred Foerster et Dietbert Schmidt
- Pays d'origine : Allemagne
- Format : noir et blanc - mono
- Genre : drame
- Durée : 105 minutes
- Date de diffusion : 1970

## Distribution
- Margit Carstensen : Vittoria
- Ingrid Caven : Placida
- Hanna Schygulla : Lisaura
- Kurt Raab : Don Marzio
- Peer Raben : Ridolfo
- Harry Baer : Eugenio
- Hans Hirschmüller : Trappolo
- Günther Kaufmann : Leander
- Peter Moland : Pandolfo